# John Cavendish (5e baron Chesham)
John Charles Compton Cavendish (18 juin 1916-23 décembre 1989), est un homme politique conservateur britannique.

## Biographie
Membre de la famille Cavendish dirigée par le Duc de Devonshire il est le fils de John Compton Cavendish, 4e baron Chesham et Margot Mills.
Il combat pendant la Seconde Guerre mondiale comme capitaine de l'armée, servant aussi brièvement comme pilote de poste d'observation aérienne avec le 664e Escadron de l'ARC. Chesham prend son siège à la Chambre des lords à la mort de son père en 1952, et sert plus tard dans les administrations conservatrices de Harold Macmillan et de Alec Douglas-Home. Il est secrétaire parlementaire adjoint au ministère des Transports de 1959 à 1964. La dernière année, il est admis au Conseil privé. Chesham est ensuite président de la Fédération routière internationale et président de la Fédération britannique de la route de 1966 à 1972.
Passionné d'automobile, Chesham commence à faire de la moto quand il fréquente l'Université de Cambridge, en montant une Rex-Acme, AJS, Rudge et en compétition sur un Excelsior à Brooklands. Il rejoint le Royal Automobile Club comme Vice-Président Exécutif à partir d'avril 1966  puis avec un poste salarié nouvellement créé, jusqu'en 1970.
Lord Chesham épouse Mary Edmunds Marshall, fille de David Gregory Marshall, en 1937. Il meurt en décembre 1989, âgé de 73 ans, et est remplacé à la baronnie par son fils Nicholas Charles Cavendish.